# Lutjanus lutjanus

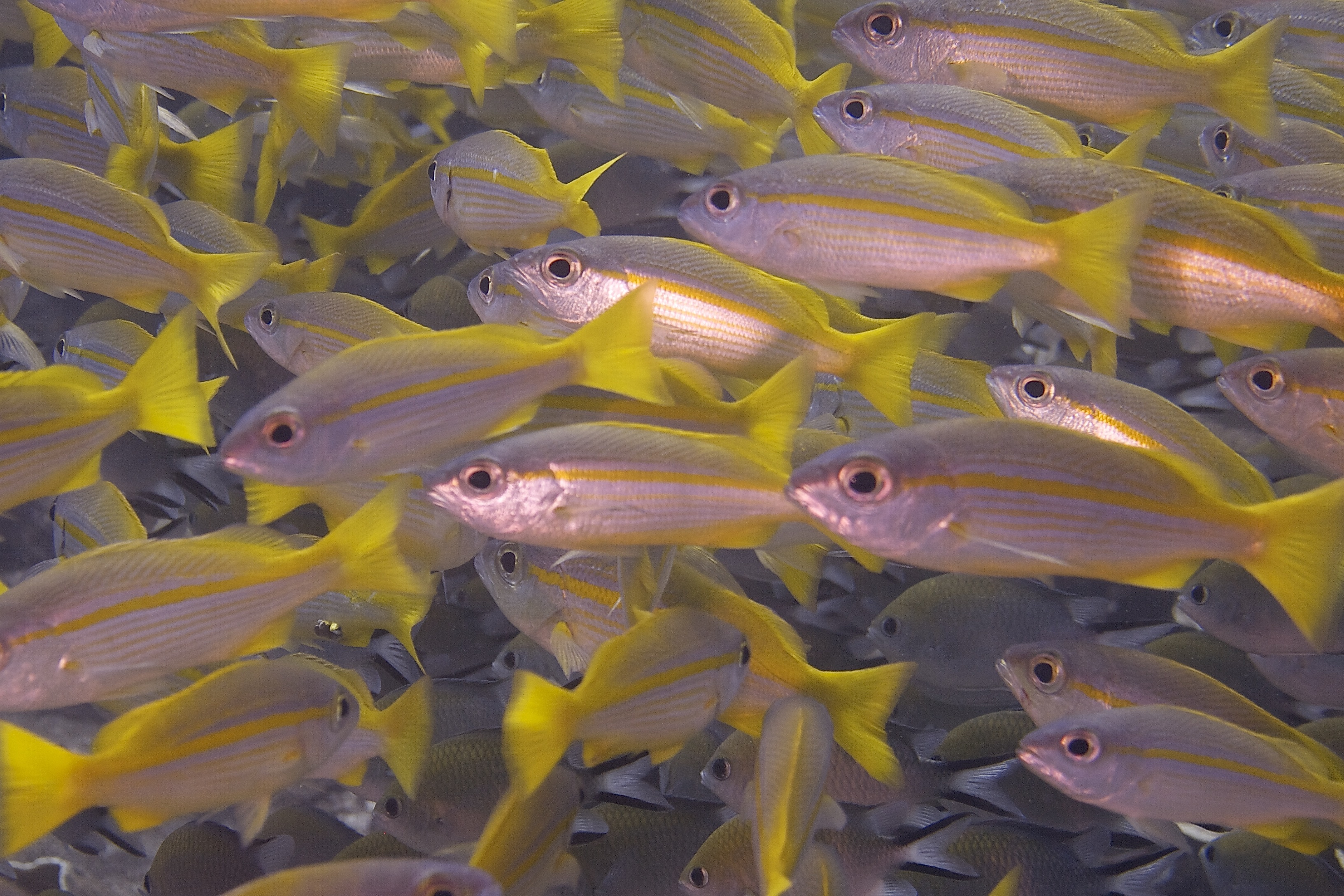
Banco di L. lutjanus

Lutjanus lutjanus (Bloch, 1790) è un pesce osseo marino della famiglia Lutjanidae.

## Distribuzione e habitat
L. lutjanus è diffuso nell'Indo-Pacifico dalla costa orientale africana a ovest alle isole Salomone a est (alcune segnalazioni da Tonga). A nord il suo limite arriva al Giappone meridionale, a sud all'Australia. Presente nel mar Rosso. Si trova soprattutto lungo le coste continentali e delle grandi isole mentre è assente negli atolli.
Non appare così strettamente legato all'ambiente di barriera corallina come altri Lutjanus, oltre che in ambienti madreporici (barriere esterne non in prossimità della costa prevalentemente), si può trovare anche su fondali mobili piuttosto profondi.
La distribuzione batimetrica va da 0 a circa 100 metri.

## Descrizione
L. lutjanus ha corpo assai più slanciato e affusolato rispetto ad altri membri del genere, manca del tutto la gibbosità dorsale tipica di altre specie. Un'altra caratteristica distintiva è l'occhio che è molto grande. Sul preopercolo c'è un'intaccatura ma è poco sviluppata. La pinna caudale è tronca o ha una modesta intaccatura centrale. La colorazione è fondamentalmente argentea sui fianchi che può avere riflessi dorati o brunastro-metallici sul dorso. Un'ampia e vistosa fascia di solito giallo vivo ma talvolta brunastra decorre dall'occhio alla parte superiore del peduncolo caudale. Linee gialle longitudinali non sempre ben definite sono presenti al di sotto della fascia gialla, nella zona ventrale. Talvolta sulla parte superiore dei fianchi sono presenti linee simili, disposte obliquamente. Le pinne sono giallo chiaro o biancastre.
La lunghezza massima nota è di 35 cm, comunemente misura intorno ai 20 cm.

## Biologia
La longevità massima nota è di 11 anni.

### Comportamento
Specie gregaria si incontra in grandi banchi composti da oltre 100 individui, spesso frammisto ad altre specie di Lutjanus.

### Alimentazione
La dieta è basata su pesci e crostacei bentonici tra cui gamberi del genere Penaeus.

### Riproduzione
Raggiunge la maturità sessuale a circa 1 anno di età.

## Pesca
Si tratta di uno dei Lutjanus che più comunemente si trova sui mercati. Viene catturato con le reti a strascico, soprattutto come bycatch nella pesca ai gamberi, con lenze e nasse. Viene commercializzato fresco ma non ha un grande valore, anche per la taglia modesta..

## Conservazione
È una specie da comune ad abbondante nell'areale. Non è oggetto di pesca specifica ma è comune come cattura accessoria, e il suo valore di mercato è modesto anche se viene comunque commercializzato frequentemente. La lista rossa IUCN classifica questa specie come "a rischio minimo".